# Josephine Davison
Josephine Davison (ur. 1973) – nowozelandzka aktorka. Najbardziej znana jako Gina Rossi-Dodds z nowozelandzkiego serialu Shortland Street oraz Morgana z Power Rangers S.P.D.. Pojawiła się też epizodycznie w serialach Herkules (Hercules: The Legendary Journeys) oraz Xena: Wojownicza księżniczka (Xena: Warrior Princess).

## Filmografia
| Rok  | Tytuł                                        | Tytuł oryginalny                                         | Rola                              |
| ---- | -------------------------------------------- | -------------------------------------------------------- | --------------------------------- |
| 2015 | Westside (serial TV 2015 – )                 |                                                          | Lois                              |
| 2014 | The Brokenwood Mysteries (serial TV 2014 – ) |                                                          | Amanda James                      |
| 2013 | The Blue Rose (serial TV 2013 – )            |                                                          | Felicity Frost                    |
| 2011 | The Almighty Johnsons (serial TV 2011 – )    |                                                          | Elisabet                          |
| 2006 | Orange Roughies (serial TV 2006 – )          |                                                          | Jackie Sullivan                   |
| 2006 | Power Rangers: Mistyczna moc                 | Power Rangers Mystic Force (serial TV 2006 – )           | Itassis (głos)                    |
| 2005 | Power Rangers S.P.D. (serial TV 2005 – )     |                                                          | Morgana                           |
| 2005 | Do diabła z kryminałem                       | Ostrageous Fortune (serial TV 2005 – )                   | Suzy Hong                         |
| 2004 | Not Only But Always                          |                                                          | Eleanor Bron                      |
| 2004 | W kryjówce mojego ojca                       | In My Father's Den                                       | Kobieta ze Szkocji                |
| 2002 | Mataku (serial TV 2005 – )                   |                                                          | Suzy Hong                         |
| 2000 | Granice wytrzymałości                        | Vertical Limit                                           | członkini ekipy włoskiej          |
| 2000 | Cleopatra 2525 (serial TV 2000 – 2001)       |                                                          | Marla                             |
| 1997 | Kobiety Topless opowiadają o swoim życiu     | Topless Women Talk about Their Lives                     | Bryony                            |
| 1996 | City Life (serial TV 1996 – 1998)            |                                                          | Aimee Barlow                      |
| 1995 | Herkules                                     | Hercules: The Legendary Journeys (serial TV 1995 – 1999) | Ramina / Amensu / Alexa / Arachne |
| 1995 | Xena: Wojownicza księżniczka                 | Xena: Warrior Princess (serial TV 1995 – 2001)           | Artemida / Kleopatra              |
| 1992 | Shortland Street (serial TV 1995 – 2001)     |                                                          | Gina Rossi-Dodds                  |

Źródło